# ÍBV Vestmannaeyjar

Íþróttabandalag Vestmannaeyja (kort: ÍBV Vestmannaeyjar eller ÍBV) er en islandsk fodboldklub fra Vestmannaeyjar beliggende på landets sydkyst. Klubben blev stiftet i 1903 og er medlem af det islandske fodboldforbund. Klubbens farver er sort og hvid. Klubben spiller deres hjemmekampe på Hásteinvöllur, som har plads til 1.500 tilskuere.
I sæsonen 2007 spiller de i den næstbedste islandske række efter at været rykket ned fra Landsbankadeildin i 2006 sæsonen som den værstplacerede.

## Hæder
- Islandske Mesterskab: 1979, 1997 og 1998.
- Islandske Pokalturnering: 1968, 1972, 1981, 1998, 2017.

## Kendte spillere
Spillere som har spillet for ÍBV og har spillet mere end en landskamp for deres land..
| - David James - Mitch Williams - Allan Mørkøre - Kaj Leo í Bartalsstovu - Baldur Bragason - Einar Þór Daníelsson - Arnljótur Davíðsson - Friðrik Friðriksson - Tryggvi Guðmundsson - Hermann Hreiðarsson - Ívar Ingimarsson - Birkir Kristinsson - Guðgeir Leifsson - Sigurvin Ólafsson - Örn Óskarsson | - Tómas Pálsson - Ásgeir Sigurvinsson - Ólafur Sigurvinsson - Rútur Snorrason - Hlynur Stefánsson - Sverrir Sverrisson - Sigurlás Þorleifsson - Gunnar Heiðar Þorvaldsson - Tómas Ingi Tómasson - Abel Dhaira - Tony Mawejje - Andrew Mwesigwa |

## Tidligere danske spillere
- Thomas Lundbye (2006-2006)

## Trænere
- Heimir Hallgrímsson (1. aug 2006–31. dec 2010)
- Magnús Gylfason (1. jan 2012–19. sept 2012)
- Dragan Kazic (20. sept 2012–31. dec 2012)
- Hermann Hreiðarsson (1. jan 2013–3. okt 2013)
- Sigurður Ragnar Eyjólfsson (2014–)

## Ekstern henvisning
- Klubbens officielle hjemmeside
- Fodboldafdelingens officielle hjemmeside